# Can Xiberta
Can Xiberta és un edifici del municipi de Vidreres (Selva) inclosa en l'Inventari del Patrimoni Arquitectònic de Catalunya.

## Descripció
Es tracta d'un immoble que es troba enquadrat en un gran solar de considerables proporcions. La façana que desemboca al carrer orient, planteja tres plantes. La planta baixa, consta de tres obertures, com són el portal central, de llinda monolítica, conformant un arc pla, amb muntants de pedra, i el dintell recull una inscripció que al·ludeix al nom dels constructor de la casa, Benito Jiberta, i a l'any d'origen -1862-.
El portal està flanquejat per dues obertures rectangulars poc rellevants, a destacar únicament l'enreixat de ferro forjat que les cobreix. Pel que fa al primer i segon pis, ambdós són resolts partint de la mateixa solució compositiva, de tres obertures rectangulars, emmarcades amb una solució de rajol d'obra vista i l'únic element que els diferencia és que les finestres del primer pis són sensiblement més grans que les del pis superior. Pel que fa a la façana posterior, aquesta segueix i contempla una distribució bastant similar i pròxima a la de la façana principal que conflueix al carrer orient, amb el predomini de tres obertures rectangulars per pis, emmarcades per una solució de rajol d'obra vista. L'únic element a destacar, i que diferencia aquesta façana posterior de la principal, és la balconada correguda i contínua que abraça tot el primer pis. L'edifici és cobert amb una teulada a dues aigües.
Dintre del solar cal destacar la presència de dos elements importants: per una banda, la persistència de les restes vivents d'un pou, pel qual s'accedeix a través d'un portal de mig punt, amb un òcul per sobre. Mentre que per l'altra, la torre, adossada a la part esquerre de l'edifici. Destaca i ressalta sobretot per les obertures d'arc de ferradura; concretament n'hi ha sis, és a dir dues per costat, mentre que un costat és cec.

## Història
En el context de la Guerra Civil, aquesta edificació va tenir un paper important i estava estretament relacionada amb el búnquer de Can Vall-llosera. Aquest búnquer era al costat del camp d'aviació que es construí el 1937 en els terrenys que ocupava la casa de can Puig, que va ser enderrocada. Aquest camp d'aviació republicà va ser bombardejat quatre vegades per l'aviació nacional el 1938, i a partir d'aquell any deixà de ser operatiu. Els oficials i sotsoficials del camp s'allotjaven a Can Xiberta, mentre que a Can Vall-llosera s'instal·là el quarter de comandament i com a refugi es construí el búnquer.